# Europees kampioenschap voetbal 1988 (kwalificatie)
Deze pagina beschrijft de kwalificatie voor het Europees kampioenschap voetbal 1988. De winnaar van elke groep plaatste zich voor de eindronde. 32 landen namen deel aan dit toernooi dat plaatsvond van 10 september 1986 tot en met 20 december 1987. In totaal kwalificeren zeven landen zich voor het hoofdtoernooi.

## Gekwalificeerde landen

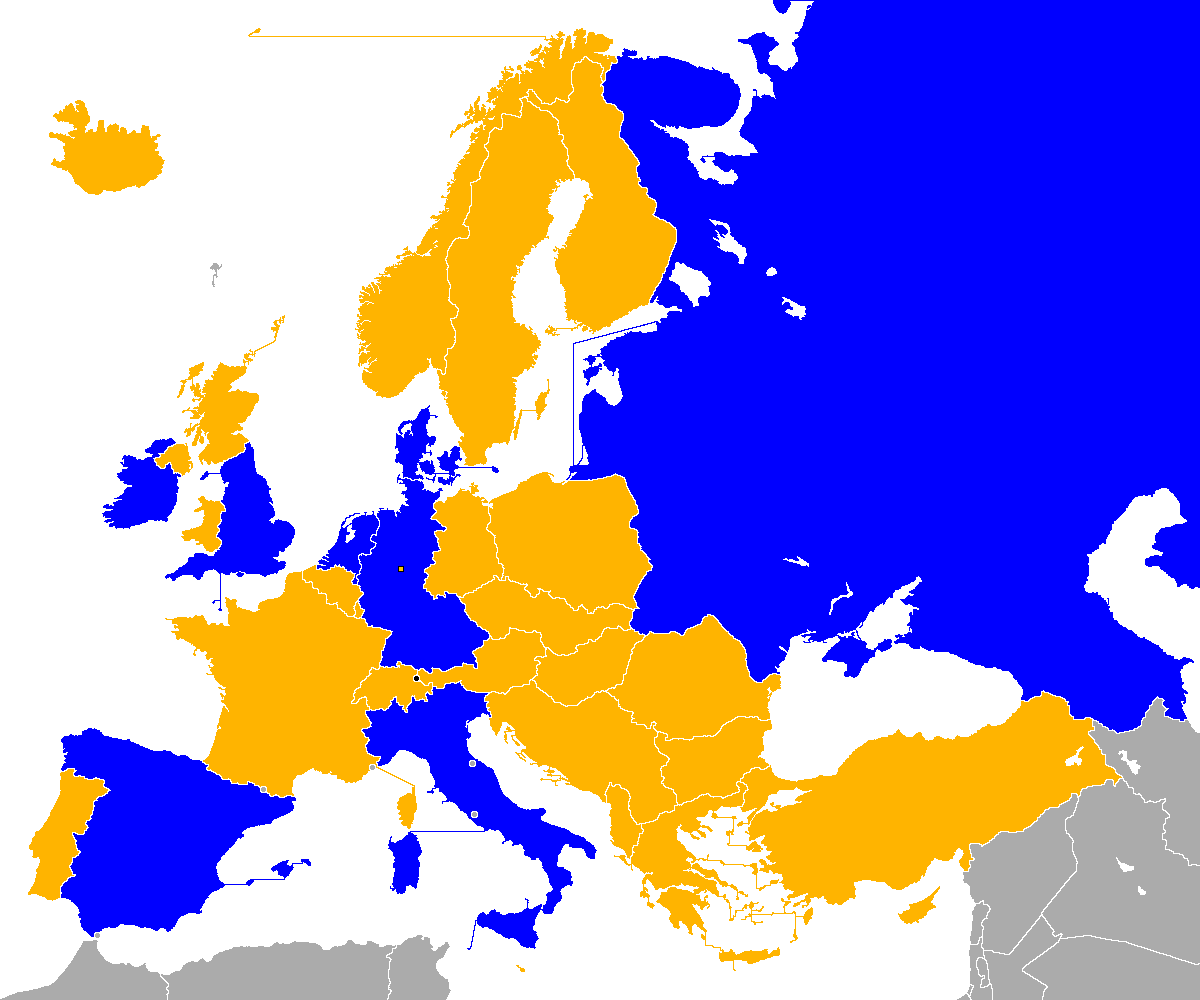
Gekwalificeerd
Niet gekwalificeerd
Geen UEFA-lid
Niet deelgenomen

| Land           | Kwalificatie als | Eerdere deelnames aan EK1   |
| -------------- | ---------------- | --------------------------- |
| West-Duitsland | Gastland         | 4 (19721, 1976, 1980, 1984) |
| Spanje         | Winnaar groep 1  | 3 (1964,1980, 1984)         |
| Italië         | Winnaar groep 2  | 2 (1968, 1980)              |
| Sovjet-Unie    | Winnaar groep 3  | 4 (1960, 1964, 1968, 1972)  |
| Engeland       | Winnaar groep 4  | 2 (1968, 1980)              |
| Nederland      | Winnaar groep 5  | 2 (1976, 1980)              |
| Denemarken     | Winnaar groep 6  | 2 (1964, 1984)              |
| Ierland        | Winnaar groep 7  | 0 (Debuut)                  |

1 Een vetgedrukt jaartal betekent een kampioenschap tijdens dat toernooi.

## Loting en potten
| Pot 1                                                          | Pot 2                                                               | Pot 3                                                                  | Pot 4                                                          | Pot 5                          |
| -------------------------------------------------------------- | ------------------------------------------------------------------- | ---------------------------------------------------------------------- | -------------------------------------------------------------- | ------------------------------ |
| Frankrijk Engeland Denemarken Spanje Nederland Portugal België | Sovjet-Unie Roemenië Noord-Ierland Zweden Hongarije Wales Bulgarije | Oostenrijk Joegoslavië Tsjecho-Slowakije DDR Polen Zwitserland Ierland | Schotland Griekenland Noorwegen Finland Italië Turkije Albanië | IJsland Malta Cyprus Luxemburg |

## Groepen en wedstrijden
Legenda

### Groep 1
Het Roemeense voetbal was bezig aan een opmars, Steaua Boekarest won in 1986 de Europa Cup der Landskampioenen ten koste van FC Barcelona en won het jaar daarop de Supercup tegen het sterke Dinamo Kiev. Bovendien brak Gheorghe Hagi door. Het werd de enige concurrent van Spanje, dat een goed WK achter de rug had. Oostenrijk was ver terug gevallen en was geen kandidaat. Spanje won de thuiswedstrijd tegen Roemenië moeizaam door een doelpunt van Míchel en werd weggespeeld in Boekarest: 3-1 (na 48 minuten stond het al 3-0). Een paar weken daarvoor had Spanje wel een belangrijke overwinning behaald door in de laatste minuut in Wenen te winnen van Oostenrijk: 2-3 dankzij Carrasco. In de laatste speeldag stond Roemenië er het beste voor op doelsaldo, het moest winnen van Oostenrijk en Spanje moest een achterstand van zeven doelpunten goedmaken tegen Albanië. Spanje bleef steken op 5-0, maar Roemenië kon in Wenen niet scoren dankzij de uitblinkende doelman Lindenbergh.
| Pos | Land       | Wed | Win | Gel | Ver | DV | DT | +/- | Pnt |
| --- | ---------- | --- | --- | --- | --- | -- | -- | --- | --- |
| 1   | Spanje     | 6   | 5   | 0   | 1   | 14 | 6  | +8  | 10  |
| 2   | Roemenië   | 6   | 4   | 1   | 1   | 13 | 3  | +10 | 9   |
| 3   | Oostenrijk | 6   | 2   | 1   | 3   | 6  | 9  | –3  | 5   |
| 4   | Albanië    | 6   | 0   | 0   | 6   | 2  | 17 | –15 | 0   |

|                                                        |                                                                        |                |            |                                                                                      |
| 10 september 1986 «onderlinge duels» 17:30 uur (UTC+3) | Roemenië                                                               | 4 – 0          | Oostenrijk | Stadionul Steaua, Boekarest Toeschouwers: 13.611 Scheidsrechter: Gérard Biguet (FRA) |
| 10 september 1986 «onderlinge duels» 17:30 uur (UTC+3) | Ştefan Iovan 45' Marius Lăcătuș 61' Ştefan Iovan 64' Gheorghe Hagi 90' | Verslag (UEFA) |            | Stadionul Steaua, Boekarest Toeschouwers: 13.611 Scheidsrechter: Gérard Biguet (FRA) |

|                                                      |                                                          |                |         |                                                                                 |
| 15 oktober 1986 «onderlinge duels» 19:30 uur (UTC+2) | Oostenrijk                                               | 3 – 0          | Albanië | Liebenauerstadion, Graz Toeschouwers: 5.456 Scheidsrechter: Klaus Peschel (DDR) |
| 15 oktober 1986 «onderlinge duels» 19:30 uur (UTC+2) | Andreas Ogris 18' Toni Polster 65' Manfred Linzmaier 76' | Verslag (UEFA) |         | Liebenauerstadion, Graz Toeschouwers: 5.456 Scheidsrechter: Klaus Peschel (DDR) |

|                                                       |                     |                |          |                                                                                          |
| 12 november 1986 «onderlinge duels» 20:30 uur (UTC+1) | Spanje              | 1 – 0          | Roemenië | Estadio Benito Villamarín, Sevilla Toeschouwers: 41.884 Scheidsrechter: Jan Keizer (NED) |
| 12 november 1986 «onderlinge duels» 20:30 uur (UTC+1) | Michel González 58' | Verslag (UEFA) |          | Estadio Benito Villamarín, Sevilla Toeschouwers: 41.884 Scheidsrechter: Jan Keizer (NED) |

|                                                      |                   |                |                                            |                                                                                   |
| 3 december 1986 «onderlinge duels» 14:00 uur (UTC+1) | Albanië           | 1 – 2          | Spanje                                     | Qemal Stafastadion, Tirana Toeschouwers: 18.900 Scheidsrechter: Antal Huták (HUN) |
| 3 december 1986 «onderlinge duels» 14:00 uur (UTC+1) | Shkëlqim Muça 27' | Verslag (UEFA) | 67' Juan Carlos Arteche 83' Joaquín Alonso | Qemal Stafastadion, Tirana Toeschouwers: 18.900 Scheidsrechter: Antal Huták (HUN) |

|                                                    | |                |                   |                                                                                            |
| 25 maart 1987 «onderlinge duels» 16:00 uur (UTC+2) | Roemenië                                                                                               | 5 – 1          | Albanië           | Stadionul Steaua, Boekarest Toeschouwers: 6.154 Scheidsrechter: José Rosa dos Santos (POR) |
| 25 maart 1987 «onderlinge duels» 16:00 uur (UTC+2) | Victor Pițurcă 2' László Bölöni 43' Gheorghe Hag 45' (pen.) Miodrag Belodedici 54' Adrian Bumbescu 69' | Verslag (UEFA) | 35' Shkëlqim Muça | Stadionul Steaua, Boekarest Toeschouwers: 6.154 Scheidsrechter: José Rosa dos Santos (POR) |

|                                                   |                                        |                |                                                 |                                                                              |
| 1 april 1987 «onderlinge duels» 19:30 uur (UTC+2) | Oostenrijk                             | 2 – 3          | Spanje                                          | Praterstadion, Wenen Toeschouwers: 31.342 Scheidsrechter: Bruno Galler (SUI) |
| 1 april 1987 «onderlinge duels» 19:30 uur (UTC+2) | Manfred Linzmaier 39' Toni Polster 64' | Verslag (UEFA) | 31' Eloy Olaya 58' Eloy Olaya 90' Lobo Carrasco | Praterstadion, Wenen Toeschouwers: 31.342 Scheidsrechter: Bruno Galler (SUI) |

|                                                    |         |                |                  |                                                                                        |
| 29 april 1987 «onderlinge duels» 16:00 uur (UTC+2) | Albanië | 0 – 1          | Oostenrijk       | Qemal Stafastadion, Tirana Toeschouwers: 17.250 Scheidsrechter: Makis Germanakos (GRE) |
| 29 april 1987 «onderlinge duels» 16:00 uur (UTC+2) |         | Verslag (UEFA) | 10' Toni Polster | Qemal Stafastadion, Tirana Toeschouwers: 17.250 Scheidsrechter: Makis Germanakos (GRE) |

|                                                    |                                                           |                |                   |                                                                                      |
| 29 april 1987 «onderlinge duels» 18:00 uur (UTC+3) | Roemenië                                                  | 3 – 1          | Spanje            | Stadionul Steaua, Boekarest Toeschouwers: 30.000 Scheidsrechter: Alexis Ponnet (BEL) |
| 29 april 1987 «onderlinge duels» 18:00 uur (UTC+3) | Victor Pițurcă 38' Dorin Mateuț 43' Nicolae Ungureanu 45' | Verslag (UEFA) | 81' Ramón Calderé | Stadionul Steaua, Boekarest Toeschouwers: 30.000 Scheidsrechter: Alexis Ponnet (BEL) |

|                                                      |                                        |                |            |                                                                                                |
| 14 oktober 1987 «onderlinge duels» 20:30 uur (UTC+1) | Spanje                                 | 2 – 0          | Oostenrijk | Estadio Ramón Sánchez Pizjuán, Sevilla Toeschouwers: 57.447 Scheidsrechter: Joël Quiniou (FRA) |
| 14 oktober 1987 «onderlinge duels» 20:30 uur (UTC+1) | Michel González 56' Manuel Sanchís 62' | Verslag (UEFA) |            | Estadio Ramón Sánchez Pizjuán, Sevilla Toeschouwers: 57.447 Scheidsrechter: Joël Quiniou (FRA) |

|                                                      |         |                |                   |                                                                                       |
| 28 oktober 1987 «onderlinge duels» 14:30 uur (UTC+1) | Albanië | 0 – 1          | Roemenië          | Flamurtaristadion, Vlorë Toeschouwers: 8.480 Scheidsrechter: Ignace van Swieten (NED) |
| 28 oktober 1987 «onderlinge duels» 14:30 uur (UTC+1) |         | Verslag (UEFA) | 62' Michael Klein | Flamurtaristadion, Vlorë Toeschouwers: 8.480 Scheidsrechter: Ignace van Swieten (NED) |

|                                                       |                |       |          |                                                                                 |
| 18 november 1987 «onderlinge duels» 20:00 uur (UTC+1) | Oostenrijk     | 0 – 0 | Roemenië | Praterstadion, Wenen Toeschouwers: 4.120 Scheidsrechter: Rosario Lo Bello (ITA) |
| 18 november 1987 «onderlinge duels» 20:00 uur (UTC+1) | Verslag (UEFA) |       |          | Praterstadion, Wenen Toeschouwers: 4.120 Scheidsrechter: Rosario Lo Bello (ITA) |

|                                                       |                                                                                             |                |         |                                                                                                  |
| 18 november 1987 «onderlinge duels» 20:00 uur (UTC+1) | Spanje                                                                                      | 5 – 0          | Albanië | Estadio Benito Villamarín, Sevilla Toeschouwers: 45.299 Scheidsrechter: Kurt Röthlisberger (SUI) |
| 18 november 1987 «onderlinge duels» 20:00 uur (UTC+1) | José Bakero 5' José Bakero 31' Michel González 36' (pen.) Paco Llorente 67' José Bakero 74' | Verslag (UEFA) |         | Estadio Benito Villamarín, Sevilla Toeschouwers: 45.299 Scheidsrechter: Kurt Röthlisberger (SUI) |

### Groep 2
Na het slechte WK van 1986 vertrok Enzo Bearzot en moest de nieuwe coach Azeglio Vicini een nieuw elftal opbouwen, die vooral klaar moest zijn voor het WK in 1990 in eigen land. Van de oude groep, die in 1982 wereldkampioen werd bleven alleen Giuseppe Bergomi en Alessandro Altobelli over, hij scoorde zes doelpunten. Opvallend was, dat de invloed van Juventus vrijwel nihil was in de Italiaanse ploeg, voortaan maakten clubs als AS Napoli en AC Milan de dienst uit in de Italiaanse competitie en dat had zijn weerslag op de nationale ploeg. Door de slechte resultaten van de laatste jaren was Italië pas als vierde geplaatst in deze groep, achter Portugal, Zweden en Zwitserland.
Portugal was groepshoofd vooraf, maar had een beroerd WK achter de rug, het werd in de eerste ronde uitgeschakeld en in het trainingskamp was er veel ruzie over geld en werd er zelfs gestaakt. Na het WK schorste de Portugese voetbalbond de belangrijkste spelers zoals Paulo Futre en in een jaar, dat FC Porto de Europa Cup der Landskampioenen won, presteerde het nationale team beroerd met een 2-2 gelijkspel thuis tegen Malta als dieptepunt. Belangrijkste concurrent voor Italië was Zweden, dat na een overwinning op Italië halverwege de cyclus twee verliespunten minder had dan Italië. Zweden won dankzij een doelpunt van de latere Ajax-speler Peter Larsson en een gestopte strafschop van doelman Thomas Ravelli.
Daarna verspeelde Zweden dure punten: gelijk  tegen Zwitserland en een thuisnederlaag tegen Portugal. Ze moesten opnieuw winnen van Italië om zich te kwalificeren. In Napels was Zweden de betere ploeg, maar door twee sterke individuele acties van de nieuwe spits Gianluca Vialli van Sampdoria won Italië met 2-1 en was geplaatst voor het EK.
| Pos | Land        | Wed | Win | Gel | Ver | DV | DT | +/- | Pnt |
| --- | ----------- | --- | --- | --- | --- | -- | -- | --- | --- |
| 1   | Italië      | 8   | 6   | 1   | 1   | 16 | 4  | +12 | 13  |
| 2   | Zweden      | 8   | 4   | 2   | 2   | 12 | 5  | +7  | 10  |
| 3   | Portugal    | 8   | 2   | 4   | 2   | 6  | 8  | –2  | 8   |
| 4   | Zwitserland | 8   | 1   | 5   | 2   | 9  | 9  | 0   | 7   |
| 5   | Malta       | 8   | 0   | 2   | 6   | 4  | 21 | –17 | 2   |

|                                                        |                                     |                |             |                                                                                           |
| 24 september 1986 «onderlinge duels» 19:00 uur (UTC+2) | Zweden                              | 2 – 0          | Zwitserland | Råsunda Fotbollstadion, Solna Toeschouwers: 26.489 Scheidsrechter: Vojtech Christov (CZE) |
| 24 september 1986 «onderlinge duels» 19:00 uur (UTC+2) | Johny Ekström 19' Johny Ekström 79' | Verslag (UEFA) |             | Råsunda Fotbollstadion, Solna Toeschouwers: 26.489 Scheidsrechter: Vojtech Christov (CZE) |

|                                                    |                 |                |                     |                                                                                   |
| 12 oktober 1986 «onderlinge duels» 15:00 uur (UTC) | Portugal        | 1 – 1          | Zweden              | Estádio Nacional, Oeiras Toeschouwers: 19.775 Scheidsrechter: Keith Hackett (ENG) |
| 12 oktober 1986 «onderlinge duels» 15:00 uur (UTC) | José Coelho 66' | Verslag (UEFA) | 50' Glenn Strömberg | Estádio Nacional, Oeiras Toeschouwers: 19.775 Scheidsrechter: Keith Hackett (ENG) |

|                                                      |                  |                |                      |                                                                              |
| 29 oktober 1986 «onderlinge duels» 20:00 uur (UTC+2) | Zwitserland      | 1 – 1          | Portugal             | Wankdorf, Bern Toeschouwers: 11.000 Scheidsrechter: Siegfried Kirschen (GDR) |
| 29 oktober 1986 «onderlinge duels» 20:00 uur (UTC+2) | Georges Bregy 6' | Verslag (UEFA) | 86' Manuel Fernandes | Wankdorf, Bern Toeschouwers: 11.000 Scheidsrechter: Siegfried Kirschen (GDR) |

|                                                       |                                                                              |                |                                        |                                                                                            |
| 15 november 1986 «onderlinge duels» 14:30 uur (UTC+1) | Italië                                                                       | 3 – 2          | Zwitserland                            | Stadio Giuseppe Meazza, Milaan Toeschouwers: 67.422 Scheidsrechter: Aron Schmidhuber (FRG) |
| 15 november 1986 «onderlinge duels» 14:30 uur (UTC+1) | Roberto Donadoni 1' Alessandro Altobelli 51' Alessandro Altobelli 85' (pen.) | Verslag (UEFA) | 37' Jean-Paul Brigger 89' Martin Weber | Stadio Giuseppe Meazza, Milaan Toeschouwers: 67.422 Scheidsrechter: Aron Schmidhuber (FRG) |

|                                                       |       |                |                                                                                              |                                                                                    |
| 16 november 1986 «onderlinge duels» 14:30 uur (UTC+1) | Malta | 0 – 5          | Zweden                                                                                       | Ta' Qalistadion, Ta' Qali Toeschouwers: 8.311 Scheidsrechter: Lajos Hartmann (HUN) |
| 16 november 1986 «onderlinge duels» 14:30 uur (UTC+1) |       | Verslag (UEFA) | 38' Glenn Hysén 67' Mats Magnusson 69' Stig Fredriksson 81' Johnny Ekström 84' Anders Palmer | Ta' Qalistadion, Ta' Qali Toeschouwers: 8.311 Scheidsrechter: Lajos Hartmann (HUN) |

|                                                      |       |                |                                            |                                                                                 |
| 6 december 1986 «onderlinge duels» 14:15 uur (UTC+1) | Malta | 0 – 2          | Italië                                     | Ta' Qalistadion, Ta' Qali Toeschouwers: 13.191 Scheidsrechter: Ihsan Türe (TUR) |
| 6 december 1986 «onderlinge duels» 14:15 uur (UTC+1) |       | Verslag (UEFA) | 11' Ricardo Ferri 19' Alessandro Altobelli | Ta' Qalistadion, Ta' Qali Toeschouwers: 13.191 Scheidsrechter: Ihsan Türe (TUR) |

|                                                      | |                |       | |
| 24 januari 1987 «onderlinge duels» 14:30 uur (UTC+1) | Italië | 5 – 0          | Malta | Stadio Atleti Azzurri d'Italia, Bergamo Toeschouwers: 32.370 Scheidsrechter: Stefanos Hadjistefanou (CYP) |
| 24 januari 1987 «onderlinge duels» 14:30 uur (UTC+1) | Salvatore Bagni 4' Giuseppe Bergomi 9' Alessandro Altobelli 24' Alessandro Altobelli 35' Gianluca Vialli 45' | Verslag (UEFA) |       | Stadio Atleti Azzurri d'Italia, Bergamo Toeschouwers: 32.370 Scheidsrechter: Stefanos Hadjistefanou (CYP) |

|                                                     |          |                |                          |                                                                                    |
| 14 februari 1987 «onderlinge duels» 15:30 uur (UTC) | Portugal | 0 – 1          | Italië                   | Estádio Nacional, Oeiras Toeschouwers: 14.195 Scheidsrechter: Michel Vautrot (FRA) |
| 14 februari 1987 «onderlinge duels» 15:30 uur (UTC) |          | Verslag (UEFA) | 40' Alessandro Altobelli | Estádio Nacional, Oeiras Toeschouwers: 14.195 Scheidsrechter: Michel Vautrot (FRA) |

|                                                    |                                            |                |                                             |                                                                                         |
| 29 maart 1987 «onderlinge duels» 16:00 uur (UTC+1) | Portugal                                   | 2 – 2          | Malta                                       | Estádio dos Barreiros, Funchal Toeschouwers: 12.000 Scheidsrechter: John Kinsella (IRL) |
| 29 maart 1987 «onderlinge duels» 16:00 uur (UTC+1) | Jorge Plácido 12' Jorge Plácido 76' (pen.) | Verslag (UEFA) | 23' (pen.) Dennis Mizzi 66' Carmel Busuttil | Estádio dos Barreiros, Funchal Toeschouwers: 12.000 Scheidsrechter: John Kinsella (IRL) |

|                                                    |                                                                           |                |                     |                                                                                           |
| 15 april 1987 «onderlinge duels» 20:00 uur (UTC+2) | Zwitserland                                                               | 4 – 1          | Malta               | Stade de la Maladière, Neuchâtel Toeschouwers: 5.400 Scheidsrechter: Roger Philippi (LUX) |
| 15 april 1987 «onderlinge duels» 20:00 uur (UTC+2) | Andy Egli 5' Georges Bregy 16' Georges Bregy 38' (pen.) Georges Bregy 87' | Verslag (UEFA) | 71' Carmel Busuttil | Stade de la Maladière, Neuchâtel Toeschouwers: 5.400 Scheidsrechter: Roger Philippi (LUX) |

|                                                  |                    |                |       |                                                                           |
| 24 mei 1987 «onderlinge duels» 18:00 uur (UTC+2) | Zweden             | 1 – 0          | Malta | Nya Ullevi, Göteborg Toeschouwers: 16.165 Scheidsrechter: Kaj Natri (FIN) |
| 24 mei 1987 «onderlinge duels» 18:00 uur (UTC+2) | Johnny Ekström 13' | Verslag (UEFA) |       | Nya Ullevi, Göteborg Toeschouwers: 16.165 Scheidsrechter: Kaj Natri (FIN) |

|                                                  |                   |                |        |                                                                               |
| 3 juni 1987 «onderlinge duels» 19:00 uur (UTC+2) | Zweden            | 1 – 0          | Italië | Råsundastadion, Solna Toeschouwers: 40.070 Scheidsrechter: Dieter Pauly (FRG) |
| 3 juni 1987 «onderlinge duels» 19:00 uur (UTC+2) | Peter Larsson 25' | Verslag (UEFA) |        | Råsundastadion, Solna Toeschouwers: 40.070 Scheidsrechter: Dieter Pauly (FRG) |

|                                                   |                  |                |                   |                                                                                   |
| 17 juni 1987 «onderlinge duels» 20:00 uur (UTC+2) | Zwitserland      | 1 – 1          | Zweden            | Stade Olympique, Lausanne Toeschouwers: 7.000 Scheidsrechter: Gerard Geurds (NED) |
| 17 juni 1987 «onderlinge duels» 20:00 uur (UTC+2) | André Halter 58' | Verslag (UEFA) | 60' Johny Ekström | Stade Olympique, Lausanne Toeschouwers: 7.000 Scheidsrechter: Gerard Geurds (NED) |

|                                                        |        |                |                    |                                                                                  |
| 23 september 1987 «onderlinge duels» 19:00 uur (UTC+2) | Zweden | 0 – 1          | Portugal           | Råsundastadion, Solna Toeschouwers: 28.916 Scheidsrechter: Valeriy Butenko (URS) |
| 23 september 1987 «onderlinge duels» 19:00 uur (UTC+2) |        | Verslag (UEFA) | 34' Fernando Gomes | Råsundastadion, Solna Toeschouwers: 28.916 Scheidsrechter: Valeriy Butenko (URS) |

|                                                      |                |       |        |                                                                                 |
| 17 oktober 1987 «onderlinge duels» 17:00 uur (UTC+1) | Zwitserland    | 0 – 0 | Italië | Wankdorf, Bern Toeschouwers: 29.397 Scheidsrechter: Marcel Van Langenhove (BEL) |
| 17 oktober 1987 «onderlinge duels» 17:00 uur (UTC+1) | Verslag (UEFA) |       |        | Wankdorf, Bern Toeschouwers: 29.397 Scheidsrechter: Marcel Van Langenhove (BEL) |

|                                                     |                |       |             |                                                                                 |
| 11 november 1987 «onderlinge duels» 21:00 uur (UTC) | Portugal       | 0 – 0 | Zwitserland | Estádio das Antas, Porto Toeschouwers: 3.632 Scheidsrechter: Lajos Németh (HUN) |
| 11 november 1987 «onderlinge duels» 21:00 uur (UTC) | Verslag (UEFA) |       |             | Estádio das Antas, Porto Toeschouwers: 3.632 Scheidsrechter: Lajos Németh (HUN) |

|                                                       |                                         |                |                   |                                                                                  |
| 14 november 1987 «onderlinge duels» 14:30 uur (UTC+1) | Italië                                  | 2 – 1          | Zweden            | Stadio San Paolo, Napels Toeschouwers: 59.046 Scheidsrechter: Adolf Prokop (DDR) |
| 14 november 1987 «onderlinge duels» 14:30 uur (UTC+1) | Gianluca Vialli 27' Gianluca Vialli 45' | Verslag (UEFA) | 38' Peter Larsson | Stadio San Paolo, Napels Toeschouwers: 59.046 Scheidsrechter: Adolf Prokop (DDR) |

|                                                       |                     |                |                       |                                                                                         |
| 15 november 1987 «onderlinge duels» 14:30 uur (UTC+1) | Malta               | 1 – 1          | Zwitserland           | Ta' Qalistadion, Ta' Qali Toeschouwers: 7.112 Scheidsrechter: Georges Koukoulakis (GRE) |
| 15 november 1987 «onderlinge duels» 14:30 uur (UTC+1) | Carmel Busuttil 89' | Verslag (UEFA) | 3' Hans-Peter Zwicker | Ta' Qalistadion, Ta' Qali Toeschouwers: 7.112 Scheidsrechter: Georges Koukoulakis (GRE) |

|                                                      |                                                                |                |          |                                                                        |
| 5 december 1987 «onderlinge duels» 14:30 uur (UTC+1) | Italië                                                         | 3 – 0          | Portugal | San Siro, Milaan Toeschouwers: 13.524 Scheidsrechter: Jan Keizer (NED) |
| 5 december 1987 «onderlinge duels» 14:30 uur (UTC+1) | Gianluca Vialli 8' Giuseppe Giannini 87' Luigi De Agostini 89' | Verslag (UEFA) |          | San Siro, Milaan Toeschouwers: 13.524 Scheidsrechter: Jan Keizer (NED) |

|                                                       |       |                |                    |                                                                                       |
| 20 december 1987 «onderlinge duels» 15:15 uur (UTC+1) | Malta | 0 – 1          | Portugal           | Ta' Qalistadion, Ta' Qali Toeschouwers: 5.651 Scheidsrechter: Hubert Forstinger (AUT) |
| 20 december 1987 «onderlinge duels» 15:15 uur (UTC+1) |       | Verslag (UEFA) | 46' Frederico Rosa | Ta' Qalistadion, Ta' Qali Toeschouwers: 5.651 Scheidsrechter: Hubert Forstinger (AUT) |

### Groep 3
Ook Frankrijk moest een nieuw elftal opbouwen: Alain Giresse was gestopt en Michel Platini liet zich nog overhalen, maar stopte uiteindelijk helemaal. Jean Tigana en Luis Fernandez konden zonder die twee het befaamde middenveld alleen niet "dragen". De start van Les Bleus was slecht met een 0-0 tegen IJsland, maar omdat de belangrijkste concurrent de Sovjet-Unie ook gelijkspeelde tegen IJsland viel de schade mee. In de directe confrontatie in Parijs was Frankrijk kansloos tegen de voetbalmachine van trainer-coach Valerij Lobanovskyj en de vooral Oekraïense ploeg won met 2-0 door doelpunten van Ihor Bjelanov en Vasyl Rats. Frankrijk blameerde zich in Noorwegen (2-0 nederlaag), won alleen nog de thuiswedstrijd van IJsland en zou maar twee punten meer halen dan de nummer laatst in de groep: Noorwegen.
De Sovjet-Unie had nu alleen nog concurrentie van Oost-Duitsland, dat een talentvolle lichting had met spelers, die later ook zouden spelen in het Duitsland na de eenwording zoals Ulf Kirsten en Matthias Sammer. De Sovjet-Unie won met 2-0 in Kiev door doelpunten van Belanov en architect Zavarov. In de return moest Oost-Duitsland winnen, tien minuten voor tijd stond de ploeg met 1-0 voor door een doelpunt van Ulf Kirsten, maar door een gelijkmaker van de Wit-Rus Sergej Alejnikov miste Oost-Duitsland opnieuw kwalificatie voor een groot toernooi.
| Pos | Land        | Wed | Win | Gel | Ver | DV | DT | +/- | Pnt |
| --- | ----------- | --- | --- | --- | --- | -- | -- | --- | --- |
| 1   | Sovjet-Unie | 8   | 5   | 3   | 0   | 14 | 3  | +11 | 13  |
| 2   | DDR         | 8   | 4   | 3   | 1   | 13 | 4  | +9  | 11  |
| 3   | Frankrijk   | 8   | 1   | 4   | 3   | 4  | 7  | –3  | 6   |
| 4   | IJsland     | 8   | 2   | 2   | 4   | 4  | 14 | –10 | 6   |
| 5   | Noorwegen   | 8   | 1   | 2   | 5   | 5  | 12 | –7  | 4   |

|                                                      |                |       |           |                                                                                      |
| 10 september 1986 «onderlinge duels» 18:00 uur (UTC) | IJsland        | 0 – 0 | Frankrijk | Laugardalsvöllur, Reykjavik Toeschouwers: 13.758 Scheidsrechter: Alan Ferguson (SCO) |
| 10 september 1986 «onderlinge duels» 18:00 uur (UTC) | Verslag (UEFA) |       |           | Laugardalsvöllur, Reykjavik Toeschouwers: 13.758 Scheidsrechter: Alan Ferguson (SCO) |

|                                                      |                      |                |                          |                                                                                              |
| 24 september 1986 «onderlinge duels» 17:30 uur (UTC) | IJsland              | 1 – 1          | Sovjet-Unie              | Laugardalsvöllur, Reykjavik Toeschouwers: 6.368 Scheidsrechter: Karl-Josef Assenmacher (BRD) |
| 24 september 1986 «onderlinge duels» 17:30 uur (UTC) | Arnór Guðjohnsen 31' | Verslag (UEFA) | 45' Tengiz Soelakvelidze | Laugardalsvöllur, Reykjavik Toeschouwers: 6.368 Scheidsrechter: Karl-Josef Assenmacher (BRD) |

|                                                        |                |       |     |                                                                                |
| 24 september 1986 «onderlinge duels» 19:00 uur (UTC+2) | Noorwegen      | 0 – 0 | DDR | Ullevaalstadion, Oslo Toeschouwers: 10.200 Scheidsrechter: Egbert Mulder (NED) |
| 24 september 1986 «onderlinge duels» 19:00 uur (UTC+2) | Verslag (UEFA) |       |     | Ullevaalstadion, Oslo Toeschouwers: 10.200 Scheidsrechter: Egbert Mulder (NED) |

|                                                      |           |                |                                  |                                                                                   |
| 11 oktober 1987 «onderlinge duels» 20:00 uur (UTC+1) | Frankrijk | 0 – 2          | Sovjet-Unie                      | Parc des Princes, Parijs Toeschouwers: 40.496 Scheidsrechter: Paolo Casarin (ITA) |
| 11 oktober 1987 «onderlinge duels» 20:00 uur (UTC+1) |           | Verslag (UEFA) | 67' Ihor Bjelanov 73' Vasyl Rats | Parc des Princes, Parijs Toeschouwers: 40.496 Scheidsrechter: Paolo Casarin (ITA) |

|                                                      |                                 |                |         |                                                                                                  |
| 29 oktober 1986 «onderlinge duels» 17:00 uur (UTC+1) | DDR                             | 2 – 0          | IJsland | Ernst Thälmannstadion, Karl-Marx-Stadt Toeschouwers: 15.000 Scheidsrechter: Zoran Petrović (YUG) |
| 29 oktober 1986 «onderlinge duels» 17:00 uur (UTC+1) | Andreas Thom 5' Ulf Kirsten 90' | Verslag (UEFA) |         | Ernst Thälmannstadion, Karl-Marx-Stadt Toeschouwers: 15.000 Scheidsrechter: Zoran Petrović (YUG) |

|                                                      |                                                                                      |                |           |                                                                                         |
| 29 oktober 1986 «onderlinge duels» 19:00 uur (UTC+3) | Sovjet-Unie                                                                          | 4 – 0          | Noorwegen | RSC Lokomotivstadion, Simferopol Toeschouwers: 26.108 Scheidsrechter: Howard King (WAL) |
| 29 oktober 1986 «onderlinge duels» 19:00 uur (UTC+3) | Hennadii Lytovchenko 25' Ihor Bjelanov 29' Oleh Blochin 33' Vagiz Chidijatoellin 54' | Verslag (UEFA) |           | RSC Lokomotivstadion, Simferopol Toeschouwers: 26.108 Scheidsrechter: Howard King (WAL) |

|                                                       |                |       |           |                                                                                    |
| 19 november 1986 «onderlinge duels» 20:00 uur (UTC+1) | DDR            | 0 – 0 | Frankrijk | Zentralstadion, Leipzig Toeschouwers: 54.578 Scheidsrechter: George Courtney (ENG) |
| 19 november 1986 «onderlinge duels» 20:00 uur (UTC+1) | Verslag (UEFA) |       |           | Zentralstadion, Leipzig Toeschouwers: 54.578 Scheidsrechter: George Courtney (ENG) |

|                                                    |                                         |                |     |                                                                                    |
| 29 april 1987 «onderlinge duels» 19:00 uur (UTC+4) | Sovjet-Unie                             | 2 – 0          | DDR | Republic Stadium, Kiev Toeschouwers: 76.400 Scheidsrechter: Erik Fredriksson (SWE) |
| 29 april 1987 «onderlinge duels» 19:00 uur (UTC+4) | Oleksandr Zavarov 41' Ihor Bjelanov 49' | Verslag (UEFA) |     | Republic Stadium, Kiev Toeschouwers: 76.400 Scheidsrechter: Erik Fredriksson (SWE) |

|                                                    |                                          |                |         |                                                                                   |
| 29 april 1987 «onderlinge duels» 20:00 uur (UTC+2) | Frankrijk                                | 2 – 0          | IJsland | Parc des Princes, Parijs Toeschouwers: 27.732 Scheidsrechter: Fred McKnight (NIR) |
| 29 april 1987 «onderlinge duels» 20:00 uur (UTC+2) | Carmelo Micciche 37' Yannick Stopyra 65' | Verslag (UEFA) |         | Parc des Princes, Parijs Toeschouwers: 27.732 Scheidsrechter: Fred McKnight (NIR) |

|                                                  |           |                |                       |                                                                                        |
| 3 juni 1987 «onderlinge duels» 19:00 uur (UTC+2) | Noorwegen | 0 – 1          | Sovjet-Unie           | Ullevaalstadion, Oslo Toeschouwers: 10.473 Scheidsrechter: Marcel Van Langenhove (BEL) |
| 3 juni 1987 «onderlinge duels» 19:00 uur (UTC+2) |           | Verslag (UEFA) | 16' Oleksandr Zavarov | Ullevaalstadion, Oslo Toeschouwers: 10.473 Scheidsrechter: Marcel Van Langenhove (BEL) |

|                                                |         |                | |                                                                                             |
| 3 juni 1987 «onderlinge duels» 20:00 uur (UTC) | IJsland | 0 – 6          | DDR | Laugardalsvöllur, Reykjavik Toeschouwers: 8.758 Scheidsrechter: Henning Lund-Sørensen (DEN) |
| 3 juni 1987 «onderlinge duels» 20:00 uur (UTC) |         | Verslag (UEFA) | 15' Ralf Minge 38' Andreas Thom 49' Thomas Doll 69' Andreas Thom 85' Matthias Döschner 88' Andreas Thom | Laugardalsvöllur, Reykjavik Toeschouwers: 8.758 Scheidsrechter: Henning Lund-Sørensen (DEN) |

|                                                   |                                        |                |           |                                                                                |
| 16 juni 1987 «onderlinge duels» 19:00 uur (UTC+2) | Noorwegen                              | 2 – 0          | Frankrijk | Ullevaalstadion, Oslo Toeschouwers: 8.268 Scheidsrechter: Werner Föckler (FRG) |
| 16 juni 1987 «onderlinge duels» 19:00 uur (UTC+2) | Per-Edmund Mordt 73' Jørn Andersen 80' | Verslag (UEFA) |           | Ullevaalstadion, Oslo Toeschouwers: 8.268 Scheidsrechter: Werner Föckler (FRG) |

|                                                       |                             |                |                |                                                                                                |
| 9 september 1987 «onderlinge duels» 20:15 uur (UTC+2) | Sovjet-Unie                 | 1 – 1          | Frankrijk      | Centraal Leninstadion, Moskou Toeschouwers: 86.048 Scheidsrechter: Gerassimos Germanakos (GRE) |
| 9 september 1987 «onderlinge duels» 20:15 uur (UTC+2) | Oleksij Mychajlytsjenko 77' | Verslag (UEFA) | 13' José Touré | Centraal Leninstadion, Moskou Toeschouwers: 86.048 Scheidsrechter: Gerassimos Germanakos (GRE) |

|                                                 |                                       |                |                   |                                                                                       |
| 9 september 1987 «onderlinge duels» 17:45 (UTC) | IJsland                               | 2 – 1          | Noorwegen         | Laugardalsvöllur, Reykjavik Toeschouwers: 5.450 Scheidsrechter: Wilfred Wallace (IRL) |
| 9 september 1987 «onderlinge duels» 17:45 (UTC) | Pétur Pétursson 21' Pétur Ormslev 59' | Verslag (UEFA) | 11' Jørn Andersen | Laugardalsvöllur, Reykjavik Toeschouwers: 5.450 Scheidsrechter: Wilfred Wallace (IRL) |

|                                                        |           |                |                     |                                                                                |
| 23 september 1987 «onderlinge duels» 19:00 uur (UTC+2) | Noorwegen | 0 – 1          | IJsland             | Ullevaalstadion, Oslo Toeschouwers: 3.540 Scheidsrechter: Håkan Lundgren (SWE) |
| 23 september 1987 «onderlinge duels» 19:00 uur (UTC+2) |           | Verslag (UEFA) | 30' Atli Eðvaldsson | Ullevaalstadion, Oslo Toeschouwers: 3.540 Scheidsrechter: Håkan Lundgren (SWE) |

|                                                      |                 |                |                      | |
| 10 oktober 1987 «onderlinge duels» 20:00 uur (UTC+1) | DDR             | 1 – 1          | Sovjet-Unie          | Friedrich-Ludwig-Jahn-Sportpark, Oost-Berlijn Toeschouwers: 19.800 Scheidsrechter: Dušan Krchnak (TCH) |
| 10 oktober 1987 «onderlinge duels» 20:00 uur (UTC+1) | Ulf Kirsten 44' | Verslag (UEFA) | 80' Sergej Alejnikov | Friedrich-Ludwig-Jahn-Sportpark, Oost-Berlijn Toeschouwers: 19.800 Scheidsrechter: Dušan Krchnak (TCH) |

|                                                      |                      |                |                |                                                                                          |
| 14 oktober 1987 «onderlinge duels» 20:00 uur (UTC+1) | Frankrijk            | 1 – 1          | Noorwegen      | Parc des Princes, Parijs Toeschouwers: 11.308 Scheidsrechter: Joaquín Ramos Marcos (ESP) |
| 14 oktober 1987 «onderlinge duels» 20:00 uur (UTC+1) | Philippe Fargeon 63' | Verslag (UEFA) | 79' Tom Sundby | Parc des Princes, Parijs Toeschouwers: 11.308 Scheidsrechter: Joaquín Ramos Marcos (ESP) |

|                                                      |                                                  |                |                            |                                                                                           |
| 28 oktober 1987 «onderlinge duels» 17:00 uur (UTC+1) | DDR                                              | 3 – 1          | Noorwegen                  | Ernst Grubestadion, Maagdenburg Toeschouwers: 7.500 Scheidsrechter: Friedrich Kaupe (AUT) |
| 28 oktober 1987 «onderlinge duels» 17:00 uur (UTC+1) | Ulf Kirsten 14' Andreas Thom 34' Ulf Kirsten 54' | Verslag (UEFA) | 32' Jan Kristian Fjærestad | Ernst Grubestadion, Maagdenburg Toeschouwers: 7.500 Scheidsrechter: Friedrich Kaupe (AUT) |

|                                                      |                                     |                |         |                                                                                            |
| 28 oktober 1987 «onderlinge duels» 19:00 uur (UTC+3) | Sovjet-Unie                         | 2 – 0          | IJsland | Lokomotivstadion, Simferopol Toeschouwers: 24.812 Scheidsrechter: Michał Listkiewicz (POL) |
| 28 oktober 1987 «onderlinge duels» 19:00 uur (UTC+3) | Ihor Bjelanov 15' Oleh Protasov 52' | Verslag (UEFA) |         | Lokomotivstadion, Simferopol Toeschouwers: 24.812 Scheidsrechter: Michał Listkiewicz (POL) |

|                                                       |           |                |                  |                                                                                    |
| 18 november 1987 «onderlinge duels» 20:00 uur (UTC+1) | Frankrijk | 0 – 1          | DDR              | Parc des Princes, Parijs Toeschouwers: 16.581 Scheidsrechter: Carlos Valente (POR) |
| 18 november 1987 «onderlinge duels» 20:00 uur (UTC+1) |           | Verslag (UEFA) | 90' Rainer Ernst | Parc des Princes, Parijs Toeschouwers: 16.581 Scheidsrechter: Carlos Valente (POR) |

### Groep 4
Na uitstekende resultaten in de eerste helft van de jaren tachtig zakte Noord-Ierland ver terug en streed slechts om de laatste plaats in de groep tegen Turkije. Engeland had alleen concurrentie van de Joegoslaven, die op Wembley met 2-0 werden verslagen. Omdat Engeland met 0-0 gelijk speelde tegen Turkije en Joegoslavië alle wedstrijden won, moest de beslissing in Belgrado vallen, Engeland had genoeg aan een gelijkspel. Na 25 minuten stond Engeland al met 0-4 voor en was de strijd beslist. Topscorer van het laatste WK Gary Lineker werd ook nu topscorer van de groep met vijf doelpunten.
| Pos | Land          | Wed | Win | Gel | Ver | DV | DT | +/- | Pnt |
| --- | ------------- | --- | --- | --- | --- | -- | -- | --- | --- |
| 1   | Engeland      | 6   | 5   | 1   | 0   | 19 | 1  | +18 | 11  |
| 2   | Joegoslavië   | 6   | 4   | 0   | 2   | 13 | 9  | +4  | 8   |
| 3   | Noord-Ierland | 6   | 1   | 1   | 4   | 2  | 10 | –8  | 3   |
| 4   | Turkije       | 6   | 0   | 2   | 4   | 2  | 16 | –14 | 2   |

|                                                      |                                                    |                |               |                                                                                          |
| 15 oktober 1986 «onderlinge duels» 19:45 uur (UTC+1) | Engeland                                           | 3 – 0          | Noord-Ierland | Wembley Stadium, Londen Toeschouwers: 35.300 Scheidsrechter: Gerassimos Germanakos (GRE) |
| 15 oktober 1986 «onderlinge duels» 19:45 uur (UTC+1) | Gary Lineker 33' Chris Waddle 78' Gary Lineker 80' | Verslag (UEFA) |               | Wembley Stadium, Londen Toeschouwers: 35.300 Scheidsrechter: Gerassimos Germanakos (GRE) |

|                                                      |                                                                              |                |         |                                                                              |
| 29 oktober 1986 «onderlinge duels» 17:30 uur (UTC+1) | Joegoslavië                                                                  | 4 – 0          | Turkije | Poljudstadion, Split Toeschouwers: 11.270 Scheidsrechter: Carlo Longhi (ITA) |
| 29 oktober 1986 «onderlinge duels» 17:30 uur (UTC+1) | Zlatko Vujović 25' Zlatko Vujović 35' Dejan Savićević 75' Zlatko Vujović 84' | Verslag (UEFA) |         | Poljudstadion, Split Toeschouwers: 11.270 Scheidsrechter: Carlo Longhi (ITA) |

|                                                       |                |       |               |                                                                                     |
| 12 november 1986 «onderlinge duels» 18:00 uur (UTC+2) | Turkije        | 0 – 0 | Noord-Ierland | İzmir Atatürkstadion, İzmir Toeschouwers: 21.919 Scheidsrechter: Dan Petrescu (ROU) |
| 12 november 1986 «onderlinge duels» 18:00 uur (UTC+2) | Verslag (UEFA) |       |               | İzmir Atatürkstadion, İzmir Toeschouwers: 21.919 Scheidsrechter: Dan Petrescu (ROU) |

|                                                     |                                   |                |             |                                                                                 |
| 12 november 1986 «onderlinge duels» 19:45 uur (UTC) | Engeland                          | 2 – 0          | Joegoslavië | Wembley Stadium, Londen Toeschouwers: 60.000 Scheidsrechter: Franz Wöhrer (AUT) |
| 12 november 1986 «onderlinge duels» 19:45 uur (UTC) | Gary Mabbutt 21' Viv Anderson 57' | Verslag (UEFA) |             | Wembley Stadium, Londen Toeschouwers: 60.000 Scheidsrechter: Franz Wöhrer (AUT) |

|                                                   |               |                |                                   |                                                                                         |
| 1 april 1887 «onderlinge duels» 20:00 uur (UTC+1) | Noord-Ierland | 0 – 2          | Engeland                          | Windsor Park, Belfast Toeschouwers: 20.578 Scheidsrechter: Emilio Soriano Aladrén (ESP) |
| 1 april 1887 «onderlinge duels» 20:00 uur (UTC+1) |               | Verslag (UEFA) | 19' Bryan Robson 43' Chris Waddle | Windsor Park, Belfast Toeschouwers: 20.578 Scheidsrechter: Emilio Soriano Aladrén (ESP) |

|                                                    |                  |                |                                         |                                                                                |
| 29 april 1987 «onderlinge duels» 20:00 uur (UTC+1) | Noord-Ierland    | 1 – 2          | Joegoslavië                             | Windsor Park, Belfast Toeschouwers: 5.482 Scheidsrechter: Werner Föckler (FRG) |
| 29 april 1987 «onderlinge duels» 20:00 uur (UTC+1) | Colin Clarke 39' | Verslag (UEFA) | 48' Dragan Stojković 79' Zlatko Vujović | Windsor Park, Belfast Toeschouwers: 5.482 Scheidsrechter: Werner Föckler (FRG) |

|                                                    |                |       |          |                                                                                       |
| 29 april 1987 «onderlinge duels» 18:00 uur (UTC+3) | Turkije        | 0 – 0 | Engeland | İzmir Atatürkstadion, İzmir Toeschouwers: 25.000 Scheidsrechter: Valeri Butenko (URS) |
| 29 april 1987 «onderlinge duels» 18:00 uur (UTC+3) | Verslag (UEFA) |       |          | İzmir Atatürkstadion, İzmir Toeschouwers: 25.000 Scheidsrechter: Valeri Butenko (URS) |

|                                                      |                                                               |                |               |                                                                                     |
| 14 oktober 1987 «onderlinge duels» 17:00 uur (UTC+1) | Joegoslavië                                                   | 3 – 0          | Noord-Ierland | Stadion Grbavica, Sarajevo Toeschouwers: 14.075 Scheidsrechter: Klaus Peschel (DDR) |
| 14 oktober 1987 «onderlinge duels» 17:00 uur (UTC+1) | Fadil Vokrri 13' Fadil Vokrri 35' Faruk Hadžibegić 73' (pen.) | Verslag (UEFA) |               | Stadion Grbavica, Sarajevo Toeschouwers: 14.075 Scheidsrechter: Klaus Peschel (DDR) |

|                                                      | |                |         |                                                                               |
| 14 oktober 1987 «onderlinge duels» 20:00 uur (UTC+1) | Engeland | 8 – 0          | Turkije | Wembley Stadium, Londen Toeschouwers: 45.528 Scheidsrechter: Bep Thomas (NED) |
| 14 oktober 1987 «onderlinge duels» 20:00 uur (UTC+1) | John Barnes 1' Gary Lineker 8' John Barnes 28' Gary Lineker 42' Bryan Robson 59' Peter Beardsley 62' Gary Lineker 71' Neil Webb 88' | Verslag (UEFA) |         | Wembley Stadium, Londen Toeschouwers: 45.528 Scheidsrechter: Bep Thomas (NED) |

|                                                       |                    |                |                                                                    |                                                                                              |
| 11 november 1987 «onderlinge duels» 14:30 uur (UTC+1) | Joegoslavië        | 1 – 4          | Engeland                                                           | Stadion FK Crvena Zvezda, Belgrado Toeschouwers: 70.000 Scheidsrechter: Michel Vautrot (FRA) |
| 11 november 1987 «onderlinge duels» 14:30 uur (UTC+1) | Srečko Katanec 80' | Verslag (UEFA) | 4' Peter Beardsley 17' John Barnes 20' Bryan Robson 25' Tony Adams | Stadion FK Crvena Zvezda, Belgrado Toeschouwers: 70.000 Scheidsrechter: Michel Vautrot (FRA) |

|                                                     |                 |                |         |                                                                                 |
| 11 november 1987 «onderlinge duels» 20:00 uur (UTC) | Noord-Ierland   | 1 – 0          | Turkije | Windsor Park, Belfast Toeschouwers: 3.931 Scheidsrechter: Peter Mikkelsen (DEN) |
| 11 november 1987 «onderlinge duels» 20:00 uur (UTC) | Jimmy Quinn 47' | Verslag (UEFA) |         | Windsor Park, Belfast Toeschouwers: 3.931 Scheidsrechter: Peter Mikkelsen (DEN) |

|                                                       |                                    |                |                                                                      |                                                                                    |
| 16 december 1987 «onderlinge duels» 14:00 uur (UTC+2) | Turkije                            | 2 – 3          | Joegoslavië                                                          | İzmir Atatürkstadion, İzmir Toeschouwers: 4.657 Scheidsrechter: Bruno Galler (SUI) |
| 16 december 1987 «onderlinge duels» 14:00 uur (UTC+2) | Yusuf Altıntaş 68' Feyyaz Uçar 73' | Verslag (UEFA) | 5' Ljubomir Radanović 40' Srećko Katanec 54' (pen.) Faruk Hadžibegić | İzmir Atatürkstadion, İzmir Toeschouwers: 4.657 Scheidsrechter: Bruno Galler (SUI) |

### Groep 5
Nederland begon goed, in de eerste wedstrijd was Hongarije kansloos, Nederland miste vele kansen, maar scoorde alleen via van Basten diep in de tweede helft. Tegen Polen ging het echter moeizaam, in Amsterdam kwam Nederland niet door de verdedigende stellingen van Polen heen, vooral het middenveld functioneerde niet. Daarom besloot Michels de inmiddels 35-jarige Arnold Mūhren terug te halen in de uitwedstrijd tegen Cyprus (2-0 winst). Dat Nederland nog steeds geen eenheid was, bewees de wedstrijd tegen Griekenland. Er was veel rivaliteit tussen PSV en Ajax-spelers, opgehitst door Ajax-coach Johan Cruijff, die vond dat Stanley Menzo de nieuwe doelman moest worden ten koste van PSV-doelman Hans van Breukelen. De voorbereiding op de wedstrijd verliep stroef, de PSV-spelers kregen het weekend voor de wedstrijd rust, terwijl Ajax op last van Cruijff een competitie-wedstrijd speelde. Nederland was geen homogeen elftal, van Breukelen blunderde bij het Griekse doelpunt, van Basten maakte gelijk in de tweede helft, maar het gelijke spel in Rotterdam was een teleurstelling.
Van Breukelen werd gepasseerd voor de thuiswedstrijd tegen Hongarije, Oranje won met 2-0 door doelpunten van Gullit en Mühren. Enige concurrent was Griekenland, dat met 1-0 van Polen won door een doelpunt van Saravakos, Nederland had halverwege één punt meer. In oktober 1987 won Nederland met 2-0 van Polen door twee doelpunten van Ruud Gullit dankzij twee voorzetten van de debuterende Berry van Aerle, terwijl Griekenland hard onderuit ging in Boedapest: 3-0 nederlaag. Kwalificatie kon nu niet meer misgaan, een zege op Cyprus was genoeg voor kwalificatie.
Na één minuut scoorde John Bosman het eerste doelpunt, maar er werd een bom gegooid naar de doelman van Cyprus, die niet meer verder kon spelen. Onder protest vervolgde Cyprus de wedstrijd, maar ondanks de 8-0 zege vreesde heel Nederland het ergste. In eerste instantie werd de wedstrijd omgezet in een 0-3 nederlaag, na beroep van Nederlandse kant moest de wedstrijd overgespeeld worden in een leeg stadion, Nederland kwam met de schrik vrij. In Amsterdam won Nederland met 4-0 door drie doelpunten van John Bosman en kon de tickets bestellen voor het EK.
| Pos | Land        | Wed | Win | Gel | Ver | DV | DT | +/- | Pnt |
| --- | ----------- | --- | --- | --- | --- | -- | -- | --- | --- |
| 1   | Nederland   | 8   | 6   | 2   | 0   | 15 | 1  | +14 | 14  |
| 2   | Griekenland | 8   | 4   | 1   | 3   | 12 | 13 | –1  | 9   |
| 3   | Hongarije   | 8   | 4   | 0   | 4   | 13 | 11 | +2  | 8   |
| 4   | Polen       | 8   | 3   | 2   | 3   | 9  | 11 | –2  | 8   |
| 5   | Cyprus      | 8   | 0   | 1   | 7   | 3  | 16 | –13 | 1   |

|                                                      |                                                                |                |                               |                                                                                           |
| 15 oktober 1986 «onderlinge duels» 17:00 uur (UTC+1) | Polen                                                          | 2 – 1          | Griekenland                   | Stadion Miejski, Poznań Toeschouwers: 32.500 Scheidsrechter: Emilio Soriano Aladrén (ESP) |
| 15 oktober 1986 «onderlinge duels» 17:00 uur (UTC+1) | Dariusz Dziekanowski 5' (pen.) Dariusz Dziekanowski 40' (pen.) | Verslag (UEFA) | 13' (pen.) Nikos Anastopoulos | Stadion Miejski, Poznań Toeschouwers: 32.500 Scheidsrechter: Emilio Soriano Aladrén (ESP) |

|                                                      |           |                |                      |                                                                               |
| 15 oktober 1986 «onderlinge duels» 18:00 uur (UTC+1) | Hongarije | 0 – 1          | Nederland            | Népstadion, Boedapest Toeschouwers: 13.897 Scheidsrechter: Bruno Galler (SUI) |
| 15 oktober 1986 «onderlinge duels» 18:00 uur (UTC+1) |           | Verslag (UEFA) | 67' Marco van Basten | Népstadion, Boedapest Toeschouwers: 13.897 Scheidsrechter: Bruno Galler (SUI) |

|                                                       |                                              |                |               | |
| 12 november 1986 «onderlinge duels» 17:00 uur (UTC+2) | Griekenland                                  | 2 – 1          | Hongarije     | Olympisch Stadion Spyridon Louis, Athene Toeschouwers: 27.760 Scheidsrechter: Velodi Miminoshvili (URS) |
| 12 november 1986 «onderlinge duels» 17:00 uur (UTC+2) | Tasos Mitropoulos 39' Nikos Anastopoulos 65' | Verslag (UEFA) | 73' Imre Boda | Olympisch Stadion Spyridon Louis, Athene Toeschouwers: 27.760 Scheidsrechter: Velodi Miminoshvili (URS) |

|                                                       |                |       |       |                                                                                      |
| 19 november 1986 «onderlinge duels» 20:00 uur (UTC+1) | Nederland      | 0 – 0 | Polen | Olympisch Stadion, Amsterdam Toeschouwers: 52.750 Scheidsrechter: Joël Quiniou (FRA) |
| 19 november 1986 «onderlinge duels» 20:00 uur (UTC+1) | Verslag (UEFA) |       |       | Olympisch Stadion, Amsterdam Toeschouwers: 52.750 Scheidsrechter: Joël Quiniou (FRA) |

|                                                      |                                             |                |                                                                                               |                                                                                     |
| 3 december 1986 «onderlinge duels» 14:30 uur (UTC+2) | Cyprus                                      | 2 – 4          | Griekenland                                                                                   | Makariostadion, Nicosia Toeschouwers: 7.528 Scheidsrechter: Velichko Tsonchev (BUL) |
| 3 december 1986 «onderlinge duels» 14:30 uur (UTC+2) | Evagoras Christofi 28' Giorgos Savvidis 41' | Verslag (UEFA) | 13' Kostas Antoniou 48' Lakis Papaioannou 73' Kostas Batsinilas 86' (pen.) Nikos Anastopoulos | Makariostadion, Nicosia Toeschouwers: 7.528 Scheidsrechter: Velichko Tsonchev (BUL) |

|                                                       |        |                |                                 |                                                                             |
| 21 december 1986 «onderlinge duels» 15:30 uur (UTC+2) | Cyprus | 0 – 2          | Nederland                       | Tsirionstadion, Limasol Toeschouwers: 7.483 Scheidsrechter: Ioan Igna (ROU) |
| 21 december 1986 «onderlinge duels» 15:30 uur (UTC+2) |        | Verslag (UEFA) | 19' Ruud Gullit 73' John Bosman | Tsirionstadion, Limasol Toeschouwers: 7.483 Scheidsrechter: Ioan Igna (ROU) |

|                                                      |                                                                   |                |                  |                                                                                                 |
| 14 januari 1987 «onderlinge duels» 17:00 uur (UTC+2) | Griekenland                                                       | 3 – 1          | Cyprus           | Olympisch Stadion Spyridon Louis, Athene Toeschouwers: 41.076 Scheidsrechter: Helmut Kohl (AUT) |
| 14 januari 1987 «onderlinge duels» 17:00 uur (UTC+2) | Nikos Anastopoulos 54' Andreas Bonovas 63' Nikos Anastopoulos 66' | Verslag (UEFA) | 60' Pavlos Savva | Olympisch Stadion Spyridon Louis, Athene Toeschouwers: 41.076 Scheidsrechter: Helmut Kohl (AUT) |

|                                                      |           |                |               |                                                                                     |
| 8 februari 1987 «onderlinge duels» 15:00 uur (UTC+2) | Hongarije | 0 – 1          | Cyprus        | Makariostadion, Nicosia Toeschouwers: 4.195 Scheidsrechter: Dragiša Komadinić (YUG) |
| 8 februari 1987 «onderlinge duels» 15:00 uur (UTC+2) |           | Verslag (UEFA) | 50' Imre Boda | Makariostadion, Nicosia Toeschouwers: 4.195 Scheidsrechter: Dragiša Komadinić (YUG) |

|                                                    |                      |                |                       |                                                                            |
| 25 maart 1987 «onderlinge duels» 20:00 uur (UTC+1) | Nederland            | 1 – 1          | Griekenland           | De Kuip, Rotterdam Toeschouwers: 43.841 Scheidsrechter: Carlo Longhi (ITA) |
| 25 maart 1987 «onderlinge duels» 20:00 uur (UTC+1) | Marco van Basten 56' | Verslag (UEFA) | 6' Dimitris Saravakos | De Kuip, Rotterdam Toeschouwers: 43.841 Scheidsrechter: Carlo Longhi (ITA) |

|                                                    |                |       |        |                                                                                 |
| 12 april 1987 «onderlinge duels» 12:00 uur (UTC+2) | Polen          | 0 – 0 | Cyprus | Stadion Lechii, Gdańsk Toeschouwers: 25.000 Scheidsrechter: Simo Ruokonen (FIN) |
| 12 april 1987 «onderlinge duels» 12:00 uur (UTC+2) | Verslag (UEFA) |       |        | Stadion Lechii, Gdańsk Toeschouwers: 25.000 Scheidsrechter: Simo Ruokonen (FIN) |

|                                                    |                        |                |       |                                                                                     |
| 29 april 1987 «onderlinge duels» 21:00 uur (UTC+3) | Griekenland            | 1 – 0          | Polen | Olympisch Stadion, Athene Toeschouwers: 68.324 Scheidsrechter: Zoran Petrović (YUG) |
| 29 april 1987 «onderlinge duels» 21:00 uur (UTC+3) | Dimitris Saravakos 56' | Verslag (UEFA) |       | Olympisch Stadion, Athene Toeschouwers: 68.324 Scheidsrechter: Zoran Petrović (YUG) |

|                                                    |                                   |                |           |                                                                               |
| 29 april 1987 «onderlinge duels» 20:00 uur (UTC+2) | Nederland                         | 2 – 0          | Hongarije | De Kuip, Rotterdam Toeschouwers: 53.035 Scheidsrechter: George Courtney (ENG) |
| 29 april 1987 «onderlinge duels» 20:00 uur (UTC+2) | Ruud Gullit 37' Arnold Mühren 39' | Verslag (UEFA) |           | De Kuip, Rotterdam Toeschouwers: 53.035 Scheidsrechter: George Courtney (ENG) |

|                                                  |                                                                                                 |                |                                                                   |                                                                              |
| 17 mei 1987 «onderlinge duels» 18:00 uur (UTC+2) | Hongarije                                                                                       | 5 – 3          | Polen                                                             | Népstadion, Boedapest Toeschouwers: 8.000 Scheidsrechter: Adolf Prokop (GDR) |
| 17 mei 1987 «onderlinge duels» 18:00 uur (UTC+2) | István Vincze 39' Lajos Détári 61' (pen) Zoltán Péter 65' Lajos Détári 76' Tamás Preszeller 83' | Verslag (UEFA) | 27' Dariusz Marciniak 52' Włodzimierz Smolarek 80' Roman Wójcicki | Népstadion, Boedapest Toeschouwers: 8.000 Scheidsrechter: Adolf Prokop (GDR) |

|                                                        |                                                                   |                |                                       |                                                                                         |
| 23 september 1987 «onderlinge duels» 17:00 uur (UTC+2) | Polen                                                             | 3 – 2          | Hongarije                             | Wojska Polskiegostadion, Warschau Toeschouwers: 10.000 Scheidsrechter: İhsan Türe (TUR) |
| 23 september 1987 «onderlinge duels» 17:00 uur (UTC+2) | Dariusz Dziekanowski 7' Ryszard Tarasiewicz 58' Marek Leśniak 62' | Verslag (UEFA) | 10' György Bognár 64' Ferenc Mészáros | Wojska Polskiegostadion, Warschau Toeschouwers: 10.000 Scheidsrechter: İhsan Türe (TUR) |

|                                                      |       |                |                                 |                                                                                        |
| 14 oktober 1987 «onderlinge duels» 17:00 uur (UTC+2) | Polen | 0 – 2          | Nederland                       | Górnik Zabrze-stadion, Zabrze Toeschouwers: 17.500 Scheidsrechter: Bob Valentine (SCO) |
| 14 oktober 1987 «onderlinge duels» 17:00 uur (UTC+2) |       | Verslag (UEFA) | 31' Ruud Gullit 39' Ruud Gullit | Górnik Zabrze-stadion, Zabrze Toeschouwers: 17.500 Scheidsrechter: Bob Valentine (SCO) |

|                                                      |                                                       |                |             |                                                                              |
| 14 oktober 1987 «onderlinge duels» 17:30 uur (UTC+1) | Hongarije                                             | 3 – 0          | Griekenland | Népstadion, Boedapest Toeschouwers: 8.000 Scheidsrechter: Dieter Pauly (FRG) |
| 14 oktober 1987 «onderlinge duels» 17:30 uur (UTC+1) | Lajos Détári 4' György Bognár 12' Ferenc Mészáros 15' | Verslag (UEFA) |             | Népstadion, Boedapest Toeschouwers: 8.000 Scheidsrechter: Dieter Pauly (FRG) |

|                                                      | |                |        |                                                                              |
| 28 oktober 1987 «onderlinge duels» 20:00 uur (UTC+1) | Nederland | 8 – 0          | Cyprus | De Kuip, Rotterdam Toeschouwers: 55.000 Scheidsrechter: Roger Philippi (LUX) |
| 28 oktober 1987 «onderlinge duels» 20:00 uur (UTC+1) | John Bosman 1' Ruud Gullit 20' John Bosman 38' Ronald Spelbos 42' John van 't Schip 47' John Bosman 53' John Bosman 60' John Bosman 67' | Verslag (UEFA) |        | De Kuip, Rotterdam Toeschouwers: 55.000 Scheidsrechter: Roger Philippi (LUX) |

|                                                       |        |                |                   |                                                                                      |
| 11 november 1987 «onderlinge duels» 16:00 uur (UTC+2) | Cyprus | 0 – 1          | Polen             | Makariostadion, Nicosia Toeschouwers: 8.000 Scheidsrechter: Dimitar Sharlachki (BUL) |
| 11 november 1987 «onderlinge duels» 16:00 uur (UTC+2) |        | Verslag (UEFA) | 74' Marek Leśniak | Makariostadion, Nicosia Toeschouwers: 8.000 Scheidsrechter: Dimitar Sharlachki (BUL) |

|                                                      |                    |                |        |                                                                                       |
| 2 december 1987 «onderlinge duels» 17:30 uur (UTC+1) | Hongarije          | 1 – 0          | Cyprus | Megyeri úti stadion, Boedapest Toeschouwers: 2.300 Scheidsrechter: Dan Petrescu (ROU) |
| 2 december 1987 «onderlinge duels» 17:30 uur (UTC+1) | József Kiprich 90' | Verslag (UEFA) |        | Megyeri úti stadion, Boedapest Toeschouwers: 2.300 Scheidsrechter: Dan Petrescu (ROU) |

|                                                      |                                                                          |                |        |                                                                               |
| 9 december 1987 «onderlinge duels» 14:30 uur (UTC+1) | Nederland                                                                | 4 – 0          | Cyprus | Stadion De Meer, Amsterdam Toeschouwers: 300 Scheidsrechter: Ivan Grégr (TCH) |
| 9 december 1987 «onderlinge duels» 14:30 uur (UTC+1) | John Bosman 35' John Bosman 44' Ronald Koeman 63' (pen.) John Bosman 66' | Verslag (UEFA) |        | Stadion De Meer, Amsterdam Toeschouwers: 300 Scheidsrechter: Ivan Grégr (TCH) |

|                                                       |             |                |                                                       |                                                                                            |
| 16 december 1987 «onderlinge duels» 14:30 uur (UTC+2) | Griekenland | 0 – 3          | Nederland                                             | Nationaal Stadion Diagoras, Rhodos Toeschouwers: 3.432 Scheidsrechter: Keith Hackett (ENG) |
| 16 december 1987 «onderlinge duels» 14:30 uur (UTC+2) |             | Verslag (UEFA) | 19' Ronald Koeman 75' Hans Gillhaus 81' Hans Gillhaus | Nationaal Stadion Diagoras, Rhodos Toeschouwers: 3.432 Scheidsrechter: Keith Hackett (ENG) |

### Groep 6
Denemarken was de grote favoriet zich te kwalificeren, het maakte een half decennium al veel indruk met hun creatieve voetbal. Alleen de dragende spelers waren inmiddels rond of boven de dertig en Michael Laudrup beleefde moeizame jaren bij Juventus. Halverwege de cyclus had Denemarken twee maal met 1-0 gewonnen van Finland en twee maal gelijk gespeeld tegen Tsjecho-Slowakije. Na de nederlaag tegen Wales (doelpunt Mark Hughes) hing het lot van Denemarken aan een zijden draadje, maar het werd gered door een onverwachte 3-0 nederlaag van Tsjecho-Slowakije tegen Finland.
Denemarken moest nu winnen van Wales en het bleef bij 1-0 door het eerste doelpunt deze kwalificatie van Preben Elkjær Larsen. Wales moest nu winnen in Praag om zich te kwalificeren, maar zoals alle kwalificatie-cyclussen de laatste jaren faalde Wales op het moment supreme, Tsjecho-Slowakije won met 2-0 en grote spelers als Ian Rush en Mark Hughes zouden nooit een internationaal toernooi meemaken. Opvallend was het aantal doelpunten, waarmee Denemarken zich kwalificeerde: vier treffers in zes wedstrijden. Inmiddels speelden vier Denen bij de aanstaande Europese kampioen van Landskampioenen PSV: Søren Lerby, Frank Arnesen, Ivan Nielsen en Jan Heintze.
| Pos | Land              | Wed | Win | Gel | Ver | DV | DT | +/- | Pnt |
| --- | ----------------- | --- | --- | --- | --- | -- | -- | --- | --- |
| 1   | Denemarken        | 6   | 3   | 2   | 1   | 4  | 2  | +2  | 8   |
| 2   | Tsjecho-Slowakije | 6   | 2   | 3   | 1   | 7  | 5  | +2  | 7   |
| 3   | Wales             | 6   | 2   | 2   | 2   | 7  | 5  | +2  | 6   |
| 4   | Finland           | 6   | 1   | 1   | 4   | 4  | 10 | –6  | 3   |

|                                                        |               |                |                  |                                                                                     |
| 10 september 1986 «onderlinge duels» 19:00 uur (UTC+3) | Finland       | 1 – 1          | Wales            | Olympisch Stadion, Helsinki Toeschouwers: 9.840 Scheidsrechter: Gerald Losert (AUT) |
| 10 september 1986 «onderlinge duels» 19:00 uur (UTC+3) | Ari Hjelm 11' | Verslag (UEFA) | 68' Neil Slatter | Olympisch Stadion, Helsinki Toeschouwers: 9.840 Scheidsrechter: Gerald Losert (AUT) |

|                                                      |                                                   |                |         | |
| 15 oktober 1986 «onderlinge duels» 17:00 uur (UTC+1) | Tsjecho-Slowakije                                 | 3 – 0          | Finland | Městský fotbalový stadion Srbská, Brno Toeschouwers: 26.000 Scheidsrechter: Gerassimos Germanakos (GRE) |
| 15 oktober 1986 «onderlinge duels» 17:00 uur (UTC+1) | Petr Janečka 28' Ivo Knoflíček 43' Karel Kula 67' | Verslag (UEFA) |         | Městský fotbalový stadion Srbská, Brno Toeschouwers: 26.000 Scheidsrechter: Gerassimos Germanakos (GRE) |

|                                                      |                         |                |         |                                                                                     |
| 29 oktober 1986 «onderlinge duels» 19:00 uur (UTC+1) | Denemarken              | 1 – 0          | Finland | Idrætsparken, Kopenhagen Toeschouwers: 40.300 Scheidsrechter: Thomas Donnelly (NIR) |
| 29 oktober 1986 «onderlinge duels» 19:00 uur (UTC+1) | Jens Jørn Bertelsen 68' | Verslag (UEFA) |         | Idrætsparken, Kopenhagen Toeschouwers: 40.300 Scheidsrechter: Thomas Donnelly (NIR) |

|                                                       |                   |       |            |                                                                                   |
| 12 november 1986 «onderlinge duels» 16:30 uur (UTC+2) | Tsjecho-Slowakije | 0 – 0 | Denemarken | Tehelné pole, Bratislava Toeschouwers: 48.500 Scheidsrechter: Alexis Ponnet (BEL) |
| 12 november 1986 «onderlinge duels» 16:30 uur (UTC+2) | Verslag (UEFA)    |       |            | Tehelné pole, Bratislava Toeschouwers: 48.500 Scheidsrechter: Alexis Ponnet (BEL) |

|                                                   |                                                               |                |         |                                                                                         |
| 1 april 1987 «onderlinge duels» 19:30 uur (UTC+1) | Wales                                                         | 4 – 0          | Finland | Racecourse Ground, Wrexham Toeschouwers: 7.696 Scheidsrechter: Ignace van Swieten (NED) |
| 1 april 1987 «onderlinge duels» 19:30 uur (UTC+1) | Ian Rush 7' Glyn Hodges 28' David Phillips 63' Andy Jones 86' | Verslag (UEFA) |         | Racecourse Ground, Wrexham Toeschouwers: 7.696 Scheidsrechter: Ignace van Swieten (NED) |

|                                                    |         |                |               |                                                                                         |
| 29 april 1987 «onderlinge duels» 19:00 uur (UTC+3) | Finland | 0 – 1          | Denemarken    | Olympisch Stadion, Helsinki Toeschouwers: 29.197 Scheidsrechter: Dimitar Dimitrov (BUL) |
| 29 april 1987 «onderlinge duels» 19:00 uur (UTC+3) |         | Verslag (UEFA) | 53' Jan Mølby | Olympisch Stadion, Helsinki Toeschouwers: 29.197 Scheidsrechter: Dimitar Dimitrov (BUL) |

|                                                    |              |                |                   |                                                                                                |
| 29 april 1987 «onderlinge duels» 19:30 uur (UTC+1) | Wales        | 1 – 1          | Tsjecho-Slowakije | Racecourse Ground, Wrexham Toeschouwers: 14.150 Scheidsrechter: Krzysztof Czemarmazowicz (POL) |
| 29 april 1987 «onderlinge duels» 19:30 uur (UTC+1) | Ian Rush 83' | Verslag (UEFA) | 75' Ivo Knoflíček | Racecourse Ground, Wrexham Toeschouwers: 14.150 Scheidsrechter: Krzysztof Czemarmazowicz (POL) |

|                                                  |               |                |                   |                                                                                   |
| 3 juni 1987 «onderlinge duels» 19:00 uur (UTC+2) | Denemarken    | 1 – 1          | Tsjecho-Slowakije | Idrætsparken, Kopenhagen Toeschouwers: 46.300 Scheidsrechter: Claudio Pieri (ITA) |
| 3 juni 1987 «onderlinge duels» 19:00 uur (UTC+2) | Jan Mølby 16' | Verslag (UEFA) | 49' Ivan Hašek    | Idrætsparken, Kopenhagen Toeschouwers: 46.300 Scheidsrechter: Claudio Pieri (ITA) |

|                                                       |                                               |                |                   |                                                                                    |
| 9 september 1987 «onderlinge duels» 19:00 uur (UTC+3) | Finland                                       | 3 – 0          | Tsjecho-Slowakije | Olympisch Stadion, Helsinki Toeschouwers: 6.430 Scheidsrechter: Neil Midgley (ENG) |
| 9 september 1987 «onderlinge duels» 19:00 uur (UTC+3) | Ari Hjelm 29' Ismo Lius 71' Petri Tiainen 82' | Verslag (UEFA) |                   | Olympisch Stadion, Helsinki Toeschouwers: 6.430 Scheidsrechter: Neil Midgley (ENG) |

|                                                       |                 |                |            |                                                                                    |
| 9 september 1987 «onderlinge duels» 19:30 uur (UTC+2) | Wales           | 1 – 0          | Denemarken | Ninian Park, Cardiff Toeschouwers: 20.535 Scheidsrechter: Siegfried Kirschen (GDR) |
| 9 september 1987 «onderlinge duels» 19:30 uur (UTC+2) | Mark Hughes 19' | Verslag (UEFA) |            | Ninian Park, Cardiff Toeschouwers: 20.535 Scheidsrechter: Siegfried Kirschen (GDR) |

|                                                      |                          |                |       |                                                                               |
| 14 oktober 1987 «onderlinge duels» 19:00 uur (UTC+1) | Denemarken               | 1 – 0          | Wales | Idrætsparken, Kopenhagen Toeschouwers: 44.500 Scheidsrechter: Ioan Igna (ROM) |
| 14 oktober 1987 «onderlinge duels» 19:00 uur (UTC+1) | Preben Elkjær Larsen 49' | Verslag (UEFA) |       | Idrætsparken, Kopenhagen Toeschouwers: 44.500 Scheidsrechter: Ioan Igna (ROM) |

|                                                       |                                    |                |       |                                                                                           |
| 11 november 1987 «onderlinge duels» 17:30 uur (UTC+1) | Tsjecho-Slowakije                  | 2 – 0          | Wales | Stadion Sparty na Letné, Praag Toeschouwers: 6.443 Scheidsrechter: Erik Fredriksson (SWE) |
| 11 november 1987 «onderlinge duels» 17:30 uur (UTC+1) | Ivo Knoflíček 32' Michal Bílek 90' | Verslag (UEFA) |       | Stadion Sparty na Letné, Praag Toeschouwers: 6.443 Scheidsrechter: Erik Fredriksson (SWE) |

### Groep 7
Na het succesvolle WK, waar België een onverwachte vierde plaats behaalde, was het land de grote favoriet zich te kwalificeren. Bulgarije en Schotland hadden een slecht WK achter de rug en Ierland had zich nog nooit geplaatst voor een eindtoernooi. De start van de Rode Duivels was vals: twee gelijke spelen in Brussel: 2-2 tegen Ierland (routinier Liam Brady benutte in de laatste minuut een strafschop) en 1-1 tegen Bulgarije. Wel werd er ruim gewonnen van Luxemburg en Schotland met in beide wedstrijden drie doelpunten van Nico Claesen. 
Halverwege had België een punt minder dan Bulgarije en mocht niet verliezen in Sofia. Bulgarije won echter met 2-0 en na een nieuwe 2-0 nederlaag tegen Schotland was de rol van de Rode Duivels uitgespeeld. Bulgarije had nog één punt nodig om de enige concurrent Ierland voor te zijn. Ierland pakte zijn laatste strohalm door met 2-0 te winnen van Bulgarije, maar de Oost-Europese ploeg had genoeg aan een gelijkspel in eigen land tegen Schotland. In de 86e minuut zorgde invaller Mackay voor grote vreugde bij de Ieren. Het was het eerste succes van coach Jack Charlton, dat met simpel voetbal elke ploeg het moeilijk kon maken.
| Pos | Land      | Wed | Win | Gel | Ver | DV | DT | +/- | Pnt |
| --- | --------- | --- | --- | --- | --- | -- | -- | --- | --- |
| 1   | Ierland   | 8   | 4   | 3   | 1   | 10 | 5  | +5  | 11  |
| 2   | Bulgarije | 8   | 4   | 2   | 2   | 12 | 6  | +6  | 10  |
| 3   | België    | 8   | 3   | 3   | 2   | 16 | 8  | +8  | 9   |
| 4   | Schotland | 8   | 3   | 3   | 2   | 7  | 5  | +2  | 9   |
| 5   | Luxemburg | 8   | 0   | 1   | 7   | 2  | 23 | –21 | 1   |

|                                                        |                                 |                |                                           |                                                                             |
| 10 september 1986 «onderlinge duels» 20:00 uur (UTC+2) | Ierland                         | 2 – 2          | België                                    | Heizelstadion, Brussel Toeschouwers: 22.212 Scheidsrechter: Ioan Igna (ROU) |
| 10 september 1986 «onderlinge duels» 20:00 uur (UTC+2) | Nico Claesen 14' Enzo Scifo 71' | Verslag (UEFA) | 18' Frank Stapleton 89' (pen.) Liam Brady | Heizelstadion, Brussel Toeschouwers: 22.212 Scheidsrechter: Ioan Igna (ROU) |

|                                                        |                |       |           |                                                                                   |
| 10 september 1986 «onderlinge duels» 20:00 uur (UTC+1) | Schotland      | 0 – 0 | Bulgarije | Hampden Park, Glasgow Toeschouwers: 35.076 Scheidsrechter: Erik Fredriksson (SWE) |
| 10 september 1986 «onderlinge duels» 20:00 uur (UTC+1) | Verslag (UEFA) |       |           | Hampden Park, Glasgow Toeschouwers: 35.076 Scheidsrechter: Erik Fredriksson (SWE) |

|                                                      |           |                | |                                                                                             |
| 14 oktober 1986 «onderlinge duels» 20:00 uur (UTC+1) | Luxemburg | 0 – 6          | België | Neie Stadion, Luxemburg Toeschouwers: 9.550 Scheidsrechter: Krzysztof Czermarmazowicz (POL) |
| 14 oktober 1986 «onderlinge duels» 20:00 uur (UTC+1) |           | Verslag (UEFA) | 6' Eric Gerets 9' Nico Claesen 41' Frank Vercauteren 54' Nico Claesen 88' Jan Ceulemans 88' (pen.) Nico Claesen | Neie Stadion, Luxemburg Toeschouwers: 9.550 Scheidsrechter: Krzysztof Czermarmazowicz (POL) |

|                                                      |                |       |           |                                                                               |
| 15 oktober 1986 «onderlinge duels» 15:30 uur (UTC+1) | Ierland        | 0 – 0 | Schotland | Lansdowne Road, Dublin Toeschouwers: 47.000 Scheidsrechter: Einar Halle (NOR) |
| 15 oktober 1986 «onderlinge duels» 15:30 uur (UTC+1) | Verslag (UEFA) |       |           | Lansdowne Road, Dublin Toeschouwers: 47.000 Scheidsrechter: Einar Halle (NOR) |

|                                                     |                                                               |                |           |                                                                                       |
| 12 november 1986 «onderlinge duels» 20:00 uur (UTC) | Schotland                                                     | 3 – 0          | Luxemburg | Hampden Park, Glasgow Toeschouwers: 35.078 Scheidsrechter: Eysteinn Gudmundsson (ISL) |
| 12 november 1986 «onderlinge duels» 20:00 uur (UTC) | Davie Cooper 24' Davie Cooper 38' (pen.) Maurice Johnston 66' | Verslag (UEFA) |           | Hampden Park, Glasgow Toeschouwers: 35.078 Scheidsrechter: Eysteinn Gudmundsson (ISL) |

|                                                       |                  |                |                    |                                                                                              |
| 19 november 1986 «onderlinge duels» 20:00 uur (UTC+1) | België           | 1 – 1          | Bulgarije          | Heizelstadion, Brussel Toeschouwers: 22.780 Scheidsrechter: Victoriano Sánchez Arminio (ESP) |
| 19 november 1986 «onderlinge duels» 20:00 uur (UTC+1) | Pier Janssen 48' | Verslag (UEFA) | 63' Lachezar Tanev | Heizelstadion, Brussel Toeschouwers: 22.780 Scheidsrechter: Victoriano Sánchez Arminio (ESP) |

|                                                     |           |                |                   |                                                                                     |
| 18 februari 1987 «onderlinge duels» 20:00 uur (UTC) | Schotland | 0 – 1          | Ierland           | Hampden Park, Glasgow Toeschouwers: 35.078 Scheidsrechter: Henk van Ettekoven (NED) |
| 18 februari 1987 «onderlinge duels» 20:00 uur (UTC) |           | Verslag (UEFA) | 6' Mark Lawrenson | Hampden Park, Glasgow Toeschouwers: 35.078 Scheidsrechter: Henk van Ettekoven (NED) |

|                                                   |                                            |                |                     |                                                                                                 |
| 1 april 1987 «onderlinge duels» 18:30 uur (UTC+3) | Bulgarije                                  | 2 – 1          | Ierland             | Vasil Levski Nationaal Stadion, Sofia Toeschouwers: 35.247 Scheidsrechter: Carlos Valente (POR) |
| 1 april 1987 «onderlinge duels» 18:30 uur (UTC+3) | Ayan Sadakov 41' Lachezar Tanev 82' (pen.) | Verslag (UEFA) | 51' Frank Stapleton | Vasil Levski Nationaal Stadion, Sofia Toeschouwers: 35.247 Scheidsrechter: Carlos Valente (POR) |

|                                                   |                                                                         |                |                 | |
| 1 april 1987 «onderlinge duels» 20:00 uur (UTC+2) | België                                                                  | 4 – 1          | Schotland       | Constant Vanden Stock Stadion, Anderlecht Toeschouwers: 26.650 Scheidsrechter: Michel Vautrot (FRA) |
| 1 april 1987 «onderlinge duels» 20:00 uur (UTC+2) | Nico Claesen 9' Nico Claesen 55' Frank Vercauteren 75' Nico Claesen 85' | Verslag (UEFA) | 14' Paul McStay | Constant Vanden Stock Stadion, Anderlecht Toeschouwers: 26.650 Scheidsrechter: Michel Vautrot (FRA) |

|                                                    |                |       |        |                                                                                  |
| 29 april 1987 «onderlinge duels» 18:15 uur (UTC+1) | Ierland        | 0 – 0 | België | Lansdowne Road, Dublin Toeschouwers: 44.269 Scheidsrechter: Heinz Holzmann (AUT) |
| 29 april 1987 «onderlinge duels» 18:15 uur (UTC+1) | Verslag (UEFA) |       |        | Lansdowne Road, Dublin Toeschouwers: 44.269 Scheidsrechter: Heinz Holzmann (AUT) |

|                                                    |                    |                |                                                                        |                                                                                      |
| 30 april 1987 «onderlinge duels» 19:30 uur (UTC+2) | Luxemburg          | 1 – 4          | Bulgarije                                                              | Neie Stadion, Luxemburg Toeschouwers: 1.950 Scheidsrechter: Gudmund Haraldsson (ISL) |
| 30 april 1987 «onderlinge duels» 19:30 uur (UTC+2) | Robert Langers 59' | Verslag (UEFA) | 49' Anyo Sadkov 55' Nasko Sirakov 62' Latchezar Tanev 82' Hristo Kolev | Neie Stadion, Luxemburg Toeschouwers: 1.950 Scheidsrechter: Gudmund Haraldsson (ISL) |

|                                                  |                                                               |                |           |                                                                                                  |
| 20 mei 1987 «onderlinge duels» 18:00 uur (UTC+3) | Bulgarije                                                     | 3 – 0          | Luxemburg | Vasil Levski Nationaal Stadion, Sofia Toeschouwers: 35.000 Scheidsrechter: Ion Craciunescu (ROU) |
| 20 mei 1987 «onderlinge duels» 18:00 uur (UTC+3) | Nasko Sirakov 35' Georgi Jordanov 41' (pen.) Hristo Kolev 57' | Verslag (UEFA) |           | Vasil Levski Nationaal Stadion, Sofia Toeschouwers: 35.000 Scheidsrechter: Ion Craciunescu (ROU) |

|                                                  |           |                |                                   |                                                                                 |
| 28 mei 1987 «onderlinge duels» 20:00 uur (UTC+2) | Luxemburg | 0 – 2          | Ierland                           | Neie Stadion, Luxemburg Toeschouwers: 4.290 Scheidsrechter: Renzo Peduzzi (SUI) |
| 28 mei 1987 «onderlinge duels» 20:00 uur (UTC+2) |           | Verslag (UEFA) | 44' Tony Galvin 64' Ronnie Whelan | Neie Stadion, Luxemburg Toeschouwers: 4.290 Scheidsrechter: Renzo Peduzzi (SUI) |

|                                                       |                                      |                |                  |                                                                                |
| 9 september 1987 «onderlinge duels» 17:30 uur (UTC+1) | Ierland                              | 2 – 1          | Luxemburg        | Lansdowne Road, Dublin Toeschouwers: 18.000 Scheidsrechter: Keith Cooper (WAL) |
| 9 september 1987 «onderlinge duels» 17:30 uur (UTC+1) | Frank Stapleton 31' Paul McGrath 74' | Verslag (UEFA) | 28' Armin Krings | Lansdowne Road, Dublin Toeschouwers: 18.000 Scheidsrechter: Keith Cooper (WAL) |

|                                                        |                                      |                |        | |
| 23 september 1987 «onderlinge duels» 18:00 uur (UTC+3) | Bulgarije                            | 2 – 0          | België | Vasil Levski Nationaal Stadion, Sofia Toeschouwers: 51.000 Scheidsrechter: Karl-Heinz Tritschler (FRG) |
| 23 september 1987 «onderlinge duels» 18:00 uur (UTC+3) | Nasko Sirakov 19' Lachezar Tanev 70' | Verslag (UEFA) |        | Vasil Levski Nationaal Stadion, Sofia Toeschouwers: 51.000 Scheidsrechter: Karl-Heinz Tritschler (FRG) |

|                                                      |                                  |                |           |                                                                              |
| 14 oktober 1987 «onderlinge duels» 15:30 uur (UTC+1) | Ierland                          | 2 – 0          | Bulgarije | Lansdowne Road, Dublin Toeschouwers: 22.000 Scheidsrechter: Jan Keizer (NED) |
| 14 oktober 1987 «onderlinge duels» 15:30 uur (UTC+1) | Paul McGrath 52' Kevin Moran 83' | Verslag (UEFA) |           | Lansdowne Road, Dublin Toeschouwers: 22.000 Scheidsrechter: Jan Keizer (NED) |

|                                                      |                                  |                |        |                                                                                |
| 14 oktober 1987 «onderlinge duels» 20:00 uur (UTC+1) | Schotland                        | 2 – 0          | België | Hampden Park, Glasgow Toeschouwers: 16.052 Scheidsrechter: Paolo Casarin (ITA) |
| 14 oktober 1987 «onderlinge duels» 20:00 uur (UTC+1) | Ally McCoist 14' Paul McStay 79' | Verslag (UEFA) |        | Hampden Park, Glasgow Toeschouwers: 16.052 Scheidsrechter: Paolo Casarin (ITA) |

|                                                       |                                                    |                |           |                                                                            |
| 11 november 1987 «onderlinge duels» 15:00 uur (UTC+1) | België                                             | 3 – 0          | Luxemburg | Astridpark, Brussel Toeschouwers: 15.000 Scheidsrechter: Egil Nervik (NOR) |
| 11 november 1987 «onderlinge duels» 15:00 uur (UTC+1) | Jan Ceulemans 17' Marc Degryse 55' Peter Creve 81' | Verslag (UEFA) |           | Astridpark, Brussel Toeschouwers: 15.000 Scheidsrechter: Egil Nervik (NOR) |

|                                                       |           |                |                 |                                                                                              |
| 11 november 1987 «onderlinge duels» 17:30 uur (UTC+2) | Bulgarije | 0 – 1          | Schotland       | Vasil Levski Nationaal Stadion, Sofia Toeschouwers: 49.976 Scheidsrechter: Helmut Kohl (AUT) |
| 11 november 1987 «onderlinge duels» 17:30 uur (UTC+2) |           | Verslag (UEFA) | 87' Gary Mackay | Vasil Levski Nationaal Stadion, Sofia Toeschouwers: 49.976 Scheidsrechter: Helmut Kohl (AUT) |

|                                                      |                |       |           |                                                                                                  |
| 2 december 1987 «onderlinge duels» 19:15 uur (UTC+1) | Luxemburg      | 0 – 0 | Schotland | Stade de la Frontière, Esch-sur-Alzette Toeschouwers: 2.000 Scheidsrechter: Manfred Neuner (FRG) |
| 2 december 1987 «onderlinge duels» 19:15 uur (UTC+1) | Verslag (UEFA) |       |           | Stade de la Frontière, Esch-sur-Alzette Toeschouwers: 2.000 Scheidsrechter: Manfred Neuner (FRG) |